# Linh
Pauline Thisse, dite Linh, née le 5 juillet 1995 à Nice en France, est une autrice-compositrice-interprète française.
Chantant en français, elle développe une musique pop et de variétés, pouvant être qualifiée d'urbaine ou contemporaine.

## Biographie

### Jeunesse et participations à des télé-crochets
Née d'un père à la fois guitariste et DJ et d'une mère chanteuse et pianiste, avec de plus une grand-mère elle aussi pianiste, Linh grandit dans le quartier des musiciens à Nice,. Elle a des origines belges de par son grand-père, et vivra d'ailleurs à Bruxelles à l'âge adulte. Baignant donc dans l'univers de la musique, Pauline Thisse commence à chanter à l'âge de quatre ans, puis est inscrite à des cours de piano à ses sept ans. À l'âge de neuf ans, la Maralpine intègre les chœurs des enfants de l'Opéra de Nice.
À l'adolescence, elle chante dans des bars-concerts, des restaurants, des événements privés ainsi que sur des plages de la côte d'Azur,. Elle participe en 2009 au concours de chant Iapiap ! diffusé sur Canal J. La Pacaïenne prend aussi des cours de comédie musicale à Cannes,, et met en ligne des vidéos où la jeune chanteuse reprend des chansons qu'elle affectionne.
En décembre 2011, elle prend part en compagnie de son frère cadet prénommé Julien au jeu télévisé N'oubliez pas les paroles !, avec à la clé un gain de 10 000 €,. Ils avaient précédemment participé à X Factor,.
En 2012, à l'âge de 17 ans, elle rejoint la première saison du télé-crochet The Voice sur TF1, là aussi en compagnie de son frère,.
En 2013, elle intègre en cours d'aventure la télé-réalité musicale Las Vegas Academy diffusée sur W9.

### Formation et débuts dans la musique
Quelques années plus tard, elle mène un cursus universitaire et obtient une licence en sciences du langage, tout en continuant à chanter sur des scènes. Après avoir candidaté à une école d'orthophoniste qu'elle n'intègre pas, Linh décide de s'installer à Paris dans l'objectif de faire carrière dans la musique,. Sur ce choix, elle déclarera plusieurs années plus tard que ça a été une victoire de la passion sur la raison et que sa carrière d'artiste est « aussi celle de [s]es parents qui n'ont jamais osé faire le pas ».
Ainsi, en 2018, à l'occasion d'une soirée d'artistes où la Française a été conviée, elle rencontre l'artiste et beatmaker Sacha Tran, qui avait participé lui aussi à la saison 1 de The Voice, et par suite débutent une collaboration musicale. Ils initient subséquemment une campagne de financement participatif, suivie de plusieurs titres, tels que Bulle en 2020 et Minimum l'année suivante, où la voix de la chanteuse est mise en avant.

### Chanteuse notoire et premier EP
À la suite de ces productions et des publications sur TikTok où sa voix séduit, elle est repérée en 2021 par le label Black Star Music de Gims,, qui lui confie les premières parties de sa tournée Décennie Tour en 2022, « un honneur » pour Linh, qui signe aussi avec le label du rappeur.
Début 2022 est publiée Immortelle, chanson élaborée avec Sacha Tran toujours, et qui rencontre un bel accueil, diffusée sur plusieurs radios dont NRJ notamment. Un autre single est mis au jour en juin, Autour de toi, qui est un nouveau succès avec plusieurs millions de streams enregistrés sur Spotify.
Début 2024, elle livre un nouveau single, Je pense à vous, une ballade piano-voix mélancolique et personnelle,, qui comptabilise plus de 10 millions d'écoutes sur Spotify en quelques mois. Le succès considérable du titre s'évalue également par la 1re place atteinte au classement du nombre de shazams des chansons de variété française et par son neuvième rang en fin d'année au classement des chansons les plus diffusées sur les radios françaises.
En octobre de la même année sort son premier EP nommé Signé, Linh et composé de cinq titres,. La Voix du Nord estime que la chanteuse y « manie les gammes autant que les styles » et qu'elle offre à l'auditeur de la « sincérité ». Sa notoriété récente lui permet plusieurs apparitions médiatiques accroissant encore plus sa visibilité,, à l'instar d'une invitation lors d'une soirée de la saison 12 de la Star Academy sur TF1,, et d'une participation à l'événement Viva for life diffusé sur la RTBF,.
Elle est à nouveau à la tête des premières parties d'une tournée de Gims intitulée Le Dernier Tour qui se déroule à cheval sur 2024 et 2025.
Début 2025, elle fait partie d'un collectif de jeunes artistes pop chantant Les p’tits soleils, l'hymne inédit de la 36e édition de l'opération Pièces jaunes. D'autre part, sa chanson Je pense à vous est certifiée disque d'or,.

## Caractéristiques vocales
Elle a une voix « touchante, vibrante, puissante » selon La Voix du Nord.

## Influences
Linh a pour références Jean-Jacques Goldman, Édith Piaf, Billie Eilish, Nekfeu ou encore Eminem,,.

## Nom d'artiste
Elle dit avoir choisi un nom d'artiste pour « changer de chapitre », car « avec [s]on nom Pauline [elle a] eu plein d'expériences musicales qui ne [lui] correspondent plus ». Elle a choisi le nom « Linh » en référence à La Petite Fille de monsieur Linh, qu'elle considère comme son roman préféré. Elle mentionne par ailleurs le fait que son binôme musical, Sacha Tran, est vietnamien, ainsi que le fait que, de « Pauline » à « Linh », il n'y a phonétiquement qu'une syllabe de différence.

## Discographie

### Singles
- 2021 : Minimum
- 2022 : Immortelle
- 2022 : Autour de toi
- 2022 : Boum
- 2023 : Alors alors
- 2023 : Pourquoi pas
- 2023 : Si seulement
- 2024 : Je pense à vous Platine[28]
- 2025 : J'avoue